# Ursula Vian-Kübler

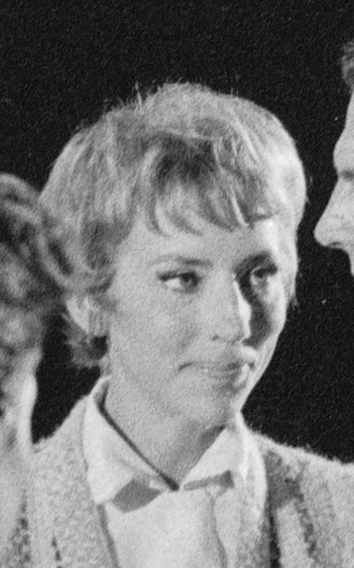
Ursula Kübler in 1961

Ursula Kübler (6 september 1928 - Eus, 18 januari 2010) was een Zwitsers danseres en actrice. Ursula was de tweede echtgenote van Boris Vian.
Ursula Kübler was danseres aan de Opera van Zürich en werkte onder meer met Maurice Béjart. Zij speelde zowel opera's als in het theater. Kübler speelde in een tiental films, onder andere met Louis Malle, Agnès Varda en Roger Vadim.
In 1971 ondertekende zij het "manifeste des 343", een Franse petitie waarin 343 vrouwen toegaven een abortus te hebben ondergaan. In 1963 stichtte zij de "Association Boris Vian". In 1981 werd deze vereniging omgevormd tot de Fondation Boris Vian, in 1992 Fond'action Boris Vian genoemd.
Jaarlijks organiseerde zij een muziekfestival in de stad Eus, waar zij woonde.

## Filmografie
- 1952: Saint-Tropez, devoir de vacances van Paul Paviot
- 1954: French Cancan van Jean Renoir
- 1960: Le Bel Âge van Pierre Kast
- 1960: Merci Natercia! van Pierre Kast
- 1961: La Morte saison des amours van Pierre Kast
- 1962: Le Repos du guerrier van Roger Vadim
- 1962: Vie privée van Louis Malle
- 1963: Le feu follet van Louis Malle
- 1963: Le vice et la vertu van Roger Vadim
- 1964: La reine verte van Robert Mazoyer (televisie)
- 1965: Infarctus van Claude-Jean Bonnardot (televisie)
- 1965: Ni figue ni raisin van Jacques Rozier (televisieserie, aflevering 1.6)
- 1966: À la belle étoile van Pierre Prévert (televisie)
- 1966: Les créatures van Agnès Varda
- 1967: L'Invention de Morel van Claude-Jean Bonnardot (televisie)
- 1968: L'écume des jours van Charles Belmont
- 1968: Drôle de jeu van Pierre Kast en Jean-Daniel Pollet
- 1968: L'homme de l'ombre van Guy Jorré (televisieserie)
- 1969: Klann van Patrick Ledoux
- 1971: Boulevard du rhum van Robert Enrico
- 1972: Les Soleils de l'île de Pâques van Pierre Kast

- Bibsys: 90169773
- Biblioteca Nacional de España: XX5651914
- Bibliothèque nationale de France: cb13091507g (data)
- CiNii: DA06286926
- Gemeinsame Normdatei: 142600164
- International Standard Name Identifier: 0000 0000 8366 7505
- Library of Congress Control Number: n79043015
- Bibliotheek van het Japanse parlement: 00469184
- Nationale Bibliotheek van Israël: 987007430192405171
- Nederlandse Thesaurus van Auteursnamen: 068233027
- Réseau des bibliothèques de Suisse occidentale: 02-A006011893
- LIBRIS: 215964
- Système universitaire de documentation: 026954699
- Theaterlexikon der Schweiz: Ursula_Kübler
- Virtual International Authority File: 27203126
- WorldCat: E39PBJf8w9D6QRqfhK84hCFkDq